# Menophra dannehli
Menophra dannehli là một loài bướm đêm trong họ Geometridae.